# Mexikansk skrika
Mexikansk skrika (Aphelocoma wollweberi) är en fågel i tättingfamiljen kråkfåglar. Den förekommer som namnet avslöjar i Mexiko, men även i USA i delstaterna Arizona, New Mexico och Texas.

## Utseende
Mexikansk skrika är en rätt liten (28–32 cm) och satt kråkfågel med relativt kraftig spetsig näbb, breda vingar samt kort och bred stjärt. Fjäderdräkten är mattblå ovan och smutsvit under med ljusare strupe. Den saknar snårskrikornas kontrasterande halsband och har blå, ej grå eller svartaktig kind. Den är mycket lik närbesläktade ultramarinskrikan, som den tidigare behandlades som en del av, men skiljer sig genom ljusare blå ovansida, svagare streckning på strupen och mindre storlek. Underarterna skiljer sig något åt i färgton och storlek, där exempelvis fåglar i Texas är mer färgglad och något mindre än de i Arizona och New Mexiko.

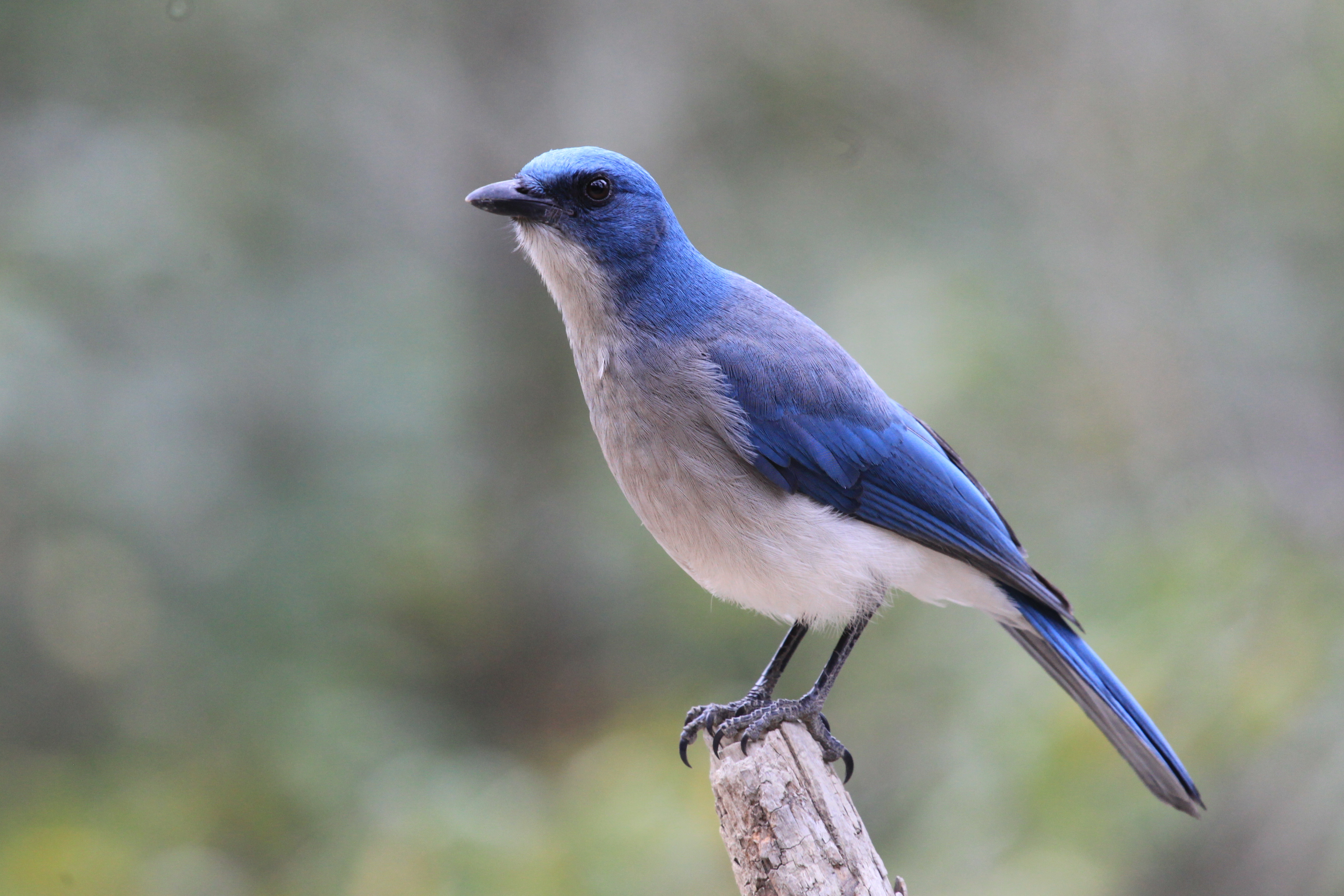

## Utbredning och systematik
Mexikansk skrika förekommer i bergstrakter i sydvästligaste USA och norra Mexiko. Den delas upp i fem arter i tre grupper med följande utbredning:
- wollweberi-gruppen
  - Aphelocoma wollweberi arizonae – Arizona och New Mexico till norra Sonora och nordvästra Chihuahua
  - Aphelocoma wollweberi wollweberi – västra Mexiko (sydöstra Sonora till Durango, Zacatecas och norra Jalisco)
  - Aphelocoma wollweberi gracilis – västcentrala Mexiko (östra Nayarit och norra Jalisco)
- Aphelocoma wollweberi couchii – sydvästligaste Texas till södra Nuevo León och centrala Tamaulipas
- Aphelocoma wollweberi potosina – östcentrala Mexiko (San Luis Potosí till Querétaro och centrala Hidalgo)

Underarten gracilis inkluderas ofta i nominatformen.

### Artstatus
Tidigare behandlades den som en del av Aphelocoma ultramarina, men dessa urskiljs numera som egna arter efter studier som visar på tydliga genetiska skillnader.

## Levnadssätt
Mexikansk skrika hittas i torra bergsbelägna skogar med ek, tall eller en. Fågeln är allätare, men är säsongsvis specialiserad på tallfrön och ekollon. I Arizona har bobygge noterats i slutet av februari och början mars, och äggläggning från slutet av mars till början av april.

## Status och hot
Arten har ett stort utbredningsområde och en stor population, men tros minska i antal, dock inte tillräckligt kraftigt för att den ska betraktas som hotad. Internationella naturvårdsunionen IUCN kategoriserar därför arten som livskraftig (LC). Världspopulationen uppskattas till två miljoner vuxna individer.

## Namn
Fågelns vetenskapliga artnamn hedrar Wollweber, en tysk resenär och samlare av specimen för Darmstadt Museum.